# Olcyphides
Olcyphides är ett släkte av insekter. Olcyphides ingår i familjen Pseudophasmatidae.
Kladogram enligt Catalogue of Life:
| Olcyphides | \| \| Olcyphides bicarinatus \| \| \| \| \| \| Olcyphides cinereus \| \| \| \| \| \| Olcyphides helvolus \| \| \| \| \| \| Olcyphides hopii \| \| \| \| \| \| Olcyphides iridescens \| \| \| \| \| \| Olcyphides obscurellus \| \| \| \| |
|            | \| \| Olcyphides bicarinatus \| \| \| \| \| \| Olcyphides cinereus \| \| \| \| \| \| Olcyphides helvolus \| \| \| \| \| \| Olcyphides hopii \| \| \| \| \| \| Olcyphides iridescens \| \| \| \| \| \| Olcyphides obscurellus \| \| \| \| |
|            | Olcyphides bicarinatus |
|            | |
|            | Olcyphides cinereus |
|            | |
|            | Olcyphides helvolus |
|            | |
|            | Olcyphides hopii |
|            | |
|            | Olcyphides iridescens |
|            | |
|            | Olcyphides obscurellus |
|            | |